# روي تشيثام
روي تشيثام (بالإنجليزية: Roy Cheetham)‏ هو لاعب كرة قدم بريطاني في مركز نصف الجناح، ولد في 21 ديسمبر 1939 في Eccles, Greater Manchester ‏ في المملكة المتحدة، وتوفي في 8 ديسمبر 2019 في مانشستر في المملكة المتحدة. لعب مع تشارلتون أثلتيك وديترويت كوجرز ومانشستر سيتي ونادي تشستر سيتي.

## وصلات خارجية
- روي تشيثام على موقع قاعدة بيانات كرة القدم.إي يو (الإنجليزية)